# Supernature
Supernature – trzeci album brytyjskiego duetu Goldfrapp, wydany przez Mute Records 17 sierpnia 2005 roku. Część krytyków chwaliła połączenie muzyki popowej i elektronicznej, podczas gdy drudzy uznali styl płyty za rozczarowujący. Supernature i pierwszy singel, „Ooh La La”, znalazły się w pierwszej piątce, odpowiednio, najpopularniejszych albumów i singli. W Ameryce Północnej, gdzie jako pierwszy został wydany singel „Number 1", album ukazał się 7 marca 2006 i na liście Billboardu osiągnął niskie pozycje.
Supernature dokumentuje zmianę stylu duetu w kierunku bardziej popowym i tanecznym w porównaniu do poprzednich nagrań. Inspiracjami dla muzyków byli Donna Summer i New Order. Supernature otrzymał nominację do Nagrody Grammy w 2007 w kategorii „Best Electronic/Dance Album”. W styczniu 2006 Supernature stała się platynową płytą w Wielkiej Brytanii, na początku 2007 roku na całym świecie sprzedano ponad milion egzemplarzy.

## Nagrywanie i produkcja
Supernature zawiera nagrania zbliżone stylistycznie do elektroniczno-tanecznego poprzedniego albumu, Black Cherry z 2003. (zwłaszcza do singli „Strict Machine” i „Twist”), ale większą rolę pełnią tu raczej subtelne motywy muzyczne niż efektofwne chórki jak w przypadku Black Cherry. Alison Goldfrapp określiła proces kompozycji albumu jako „elektroniczno-glamową fuzję między Berlinem, Nowym Jorkiem a północno-zachodnim Somerset”, i przyznała się do inspiracji twórczością takich artystów jak Donna Summer czy New Order.
Alison Goldfrapp i Will Gregory nagrali większość materiału na płytę pod koniec 2004 na wsi, pod Bath, tam gdzie powstała Black Cherry. Wynajęli mały dom i przez kilka miesięcy pisali muzykę; później wyjaśnili, że odludne miejsce pozwoliło im uniknąć rozpraszania się, a większość procesu tworzenia muzyki na płytę była „bardzo prosta”. Według Goldfrapp pisanie tekstów na płytę przebiegało przy ustaleniu przez duet „pewnych granic”, a sesje w studio miały „demokratyczny” charakter. Tekst „Number 1", drugiego singla z albumu, opowiada o roli i znaczeniu związków, nawet jeśli ostatecznie mają nie przetrwać.
W wywiadzie dla College Music Journal, Alison Goldfrapp wyjaśniła, że duet nigdy nie zamierzał tworzyć muzyki dance, jednak gdy single promujące Black Cherry odniosły sukces w amerykańskich klubach, muzycy zdecydowali się nagrać kolejny, bardziej taneczny album. „Ooh La La” był pierwszym utworem Goldfrapp w którym pojawiła się gitara elektryczna, jako sample z utworu „Spirit in the Sky” (1970) Normana Greenbauma. Przed skomponowaniem utworu Goldfrapp i Gregory unikali gitary z powodu jej nadmiernie rozpoznawalnego rytmu. Beat bębna basowego 4/4 (popularny w muzyce disco lat 70. four-to-the-floor) pojawia się w kilku utworach na płycie. W balladzie „Let It Take You” słychać efekty syntezatora, w „You Never Know” tło przetworzonego głosu Alison stanowią elektroniczne harmonie i dźwięki syntezatora. Goldfrapp i Gregory wielokrotnie wymieniali „Satin Chic” jako ich ulubiony utwór na płycie.
Jednym z ulubionych instrumentów Alison jest klawiaturowy syntezator strunowy Rolanda. W „Number 1" użyto po raz pierwszy starego syntezatora i aranżacji basu, które później były często wykorzystywane przez duet. Inny model syntezatora strunowego Rolanda, SH-09, był po raz pierwszy użyty przy nagraniu „Train” w 2003 i od tego czasu chętnie wykorzystywany przez Goldfrapp. Z innych względów Goldfrapp chętnie korzysta ze starego rosyjskiego syntezatora, o którym mówiła, że „wygląda świetnie, bo wszystkie klawisze opisane są cyrylicą i nic z tego nie rozumiesz. To jest zupełnie poza kontrolą: myślisz o, to świetny dźwięk a wtedy robi się fffffft i wychodzi coś zupełnie innego. To zabawne”.

## Recenzje
Supernature w recenzjach krytyków muzyki pop otrzymał ambiwalentne oceny. W recenzji PopMatters, Adrien Begrand napisał, że „chociaż Supernature nie ma wyobraźni Felt Mountain i zuchwałego błysku Black Cherry, nie schlebia popowej przeciętności”. Rolling Stone pisał, że płyta jest „toksyczna i wyśmienita” i że „Supernature każe ci robić niedobre rzeczy – i spodoba ci się to”. Recenzent Pitchfork Media Nitsuh Abebe był pod mniejszym wrażeniem, i napisał o piosenkach z albumu, że „sprawiają wrażenie wprawek: zbyt gęste i melodyjne żeby być muzyką dance, ale których melodie nie są dość chwytliwe jak na muzykę pop”. Michael Hubbard z MusicOMH.com zrecenzował każdą piosenkę z albumu, i mimo że cały album ocenił jako „interesujący, nie klasyczny”, skrytykował go za „szybko następujące wyciszenie, ze słabymi, źle brzmiącymi piosenkami zostawionymi na koniec, zostawiającymi słuchacza z odczuciem że został oszukany”. Recenzentka AllMusic Heather Phares określił Supernature jako „najprzystępniejszy album Goldfrapp”, a piosenkę „Ooh La La” jako najlepszy utwór duetu.
Andrew Carver chwalił brzmienie Supernature, zmieniających się od „mieszaniny hałasu przyszłości” po „aksamitną niemoralność”; określił album jako „jedno ostre nagranie”. Jessica Suarez ze Spin magazine przyrównała „Ooh La La” do „Strict Machine” z poprzedniego albumu, pisząc o tym pierwszym utworze: „ma tak uproszczone brzmienie, że [jego] minimalistyczna powtarzalność niekiedy ociera się o przesadę”. Suarez chwaliła „Ride a White Horse” i „Fly Me Away” za „aksamitnie miękki wokal, pozostający taki nawet gdy jest silnie przetworzony”. Mniej pozytywne opinie zawarte były w recenzji magazynu Stylus autorstwa Edwarda Oculicza, który uznał, że „Supernature nie jest dobrą płytą”.
Rolling Stone umieścił album na swojej liście 50 najlepszych płyt roku 2006 na 32. miejscu. Goldfrapp otrzymał w 2007 dwie nominacje do tegorocznych Grammy Awards, „Best Electronic/Dance Album” i „Best Dance Recording” za „Ooh La La”.

## Miejsca na listach i wyniki sprzedaży
Supernature zadebiutował na UK albums chart na pozycji 2. (najwyższą pozycję okupował Back to Bedlam Jamesa Blunta), ze sprzedanymi 52 976 egzemplarzami. Płyta pozostawała na liście przez 31 tygodni, i 13 stycznia 2006 roku stała się platynową. W Australii album osiągnął 32. pozycję, mimo ograniczonej promocji. W Austrii, Niemczech, Włoszech, Nowej Zelandii i Szwajcarii płyta dostała się do pierwszej czterdziestki najlepiej sprzedających się albumów i na całym świecie sprzedano ponad milion kopii.
Supernature był pierwszym nagraniem Goldfrapp które znalazło się na liście 200 najlepiej sprzedających się płyt Billboardu, osiągając najwyższą 138. pozycję. Osiągnął 3. pozycję na liście Top Heatseekers i 5. na liście Top Electronic Albums. Od premiery w marcu 2006 roku w USA sprzedano 49 000 płyt

## Utwory

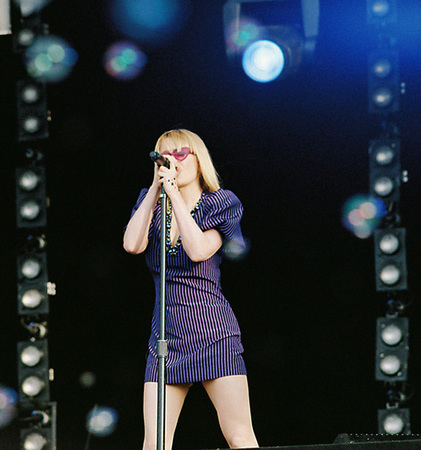
Alison Goldfrapp wykonująca „Number 1" podczas Wireless Festival w czerwcu 2006

Utwór „Ooh La La”, otwierający album Supernature, został wybrany na pierwszy singel „ponieważ dawał radę i utrzymany był w rytmie disco i glam poprzedniego albumu”. Był to pierwszy utwór duetu w którym pojawiła się gitara elektryczna. Singel dostał dobre recenzje, i często był określany jako jeden z najlepszych momentów płyty. W Wielkiej Brytanii „Ooh La La” był najpopularniejszym singlem Goldfrapp, osiągając miejsce 5 UK Charts. Był też promowany w klubach w USA, dostając się do pierwszej dziesiątki singli Hot Dance Club Play na liście Billboardu. Drugi utwór, „Lovely 2 C U”, otrzymał mieszane recenzje, a jeden recenzent pisał o „leniwym efekciarskim brzmieniu glam” i „chórkach, zaskakujących jedynie swoją kompletną tępotą” .
„Ride a White Horse”, trzeci singel, był zainspirowany erą disco. Tak jak poprzednie single z Supernature, dostał się do pierwszej dwudziestki singli w Wielkiej Brytanii. Ballady „You Never Know” i „Let it Take You” mają ograniczony do minimum podkład elektroniczny, i były raczej dobrze przyjęte przez krytyków, porównujących ich styl do pierwszego albumu Goldfrapp, Felt Mountain. „Fly Me Away”, kolejna elektroniczna ballada, została zilustrowana teledyskiem przedstawiającym Alison Goldfrapp jako elektroniczną lalkę; teledysk nie został jednak nigdy wydany Piosenka nie była silnie promowana i przyniosła mniejszy komercyjny sukces niż inne single. „Slide In”, electroclashowa piosenka opowiadająca o seksie, i „Koko” były porównywane do wczesnych kompozycji Gary’ego Numana. Remiks „Slide In” autorstwa DFA został wydany na promocyjnym singlu w Wielkiej Brytanii na początku 2006 roku.
„Satin Chic” to piosenka disco z elementami glam rocka i piosenki kabaretowej, porównywana do wczesnych utworów Eltona Johna. Alison Goldfrapp i Will Gregory określali ja w wywiadach jako swoją ulubioną piosenkę z Supernature. „Satin Chic” została zremiksowana przez zespół The Flaming Lips i wydana na singlu w limitowanej edycji we wrześniu 2006 roku. W „Time Out from the World” gra orkiestra symfoniczna. Krytycy chwalili piosenkę jako „wyjątek od stylu dominującego na Supernature” z powodu „chwytliwego, olśniewającego klimatu”. Tekst zamykającego album utworu i jednocześnie drugiego singla z płyty, „Number 1", opowiada o wadze i znaczeniu związków międzyludzkich. Piosenka oparta na linii basu i grze syntezatorów znalazła się na pierwszym miejscu US Dance Chart.

## Oprawa graficzna
Na okładce płyty znajduje się zdjęcie odwróconej plecami do obiektywu Alison Goldfrapp, zasłaniającej ręką piersi, na tle czarnej kurtyny. Na europejskiej wersji okładki wokalistka pokazana jest od pasa w górę, na japońskiej i amerykańskiej w całości: widać na niej tren z pawich piór i złote buty na koturnach. Autorem zdjęcia jest Ross Kirton.

## Spis utworów
Wszystkie utwory napisane i skomponowane przez Alison Goldfrapp i Willa Gregory’ego, o ile nie zaznaczono inaczej.
1. „Ooh La La” – 3:23
2. „Lovely 2 C U” – 3:25
3. „Ride a White Horse” (Goldfrapp, Gregory, Nick Batt) – 4:42
4. „You Never Know” – 3:27
5. „Let It Take You” – 4:30
6. „Fly Me Away” – 4:25
7. „Slide In” – 4:17
8. „Koko” – 3:23
9. „Satin Chic” – 3:28
10. „Time Out from the World” – 4:47
11. „Number 1” – 3:25

Bonusy na edycji cyfrowej
1. „Beautiful” – 4:51
2. „Lovely 2 C U” (T. Raumschmiere Rmx) – 5:38

## Twórcy
Lista twórców biorących udział w nagraniu Supernature:
- Alison Goldfrapp – śpiew, chórki, syntezatory, kierownictwo artystyczne
- Nick Batt – syntezatory, programowanie
- Will Gregory, Daniel Miller – syntezatory
- Adrian Utley – gitara, gitara basowa
- Charlie Jones – gitara basowa
- Dave Power – perkusja
- Ewan Pearson – programowanie
- Nick Ingman – orkiestra
- Steve R. Evans – inżynier dźwięku
- Mat Bartram, Alex Dromgoole, Richard Edgeler, Tim Roe – asystenci inżyniera dźwięku
- Dave Bascombe, Mark „Spike” Stent, Jeremy Wheatley – miks
- Lee Groves – programowanie miksu
- Ted Jensen – mastering
- Rachel Thomas – set design
- Mat Maitland, Gerard Saint – kierownictwo artystyczne

## Edycje
Album został wydany w dwóch wersjach: jednopłytowej, umożliwiającej posiadaczom płyty dostęp do dodatków na stronie internetowej dzięki technologii Opendisc, i dwupłytowej, zawierającej muzykę w systemie surround na obu płytach. Pierwsza z płyt jest hybrydowym SACD z dźwiękiem w zapisie wielokanałowym 5.1 (SACD audio), stereo SACD audio i stereo CD audio; druga płyta to dysk DVD-Video, na którym znajduje się wielokanałowy zapis dźwiękowy płyty w DTS 96/24, dokument poświęcony zespołowi i teledyski do utworów „Ooh La La” i „Number 1.”
| Format edycji płyty                   | Kraj    | Nr katalogowy | Data wydania     |
| ------------------------------------- | ------- | ------------- | ---------------- |
| Standardowa edycja                    | Europa  | CDStumm250    | 22 sierpnia 2005 |
| Standardowa edycja na rynek USA       | U.S     | 9296-2        | 7 marca 2006     |
| Edycja deluxe                         | Europa  | LCDStumm250   | 22 sierpnia 2005 |
| Limitowana edycja deluxe              | UK      | LCDStumm250   | 22 sierpnia 2005 |
| Limitowana edycja deluxe na rynek USA | USA     | 9312-2        | 7 marca 2006     |
| Winyl                                 | UK      | Stumm250      | 22 sierpnia 2005 |
| Edycja na rynek japoński              | Japonia | TOCP-66432    | sierpień 2005    |
| Edycja kanadyjska                     | Kanada  | 094635886023  | 7 marca 2006     |

## Notowania
| Kraj i lista                      | Pozycja |
| --------------------------------- | ------- |
| Australia (ARIA)                  | 23      |
| Austria (Ö3 Austria Top 40)       | 33      |
| Francja (SNEP)                    | 43      |
| Hiszpania (Promusicae)            | 50      |
| Holandia (MegaCharts)             | 36      |
| Irlandia (IRMA)                   | 9       |
| Niemcy (Media Control)            | 26      |
| Norwegia (VG-lista)               | 36      |
| Nowa Zelandia (RMNZ)              | 35      |
| Stany Zjednoczone (Billboard 200) | 138     |
| Szwajcaria (Alben Top 100)        | 29      |
| Wielka Brytania (UK Albums Chart) | 2       |
| Włochy (FIMI)                     | 36      |

## Certyfikaty
| Kraj                  | Certyfikat      |
| --------------------- | --------------- |
| Irlandia (IRMA)       | złota płyta     |
| Wielka Brytania (BPI) | platynowa płyta |